# Vùng văn hóa

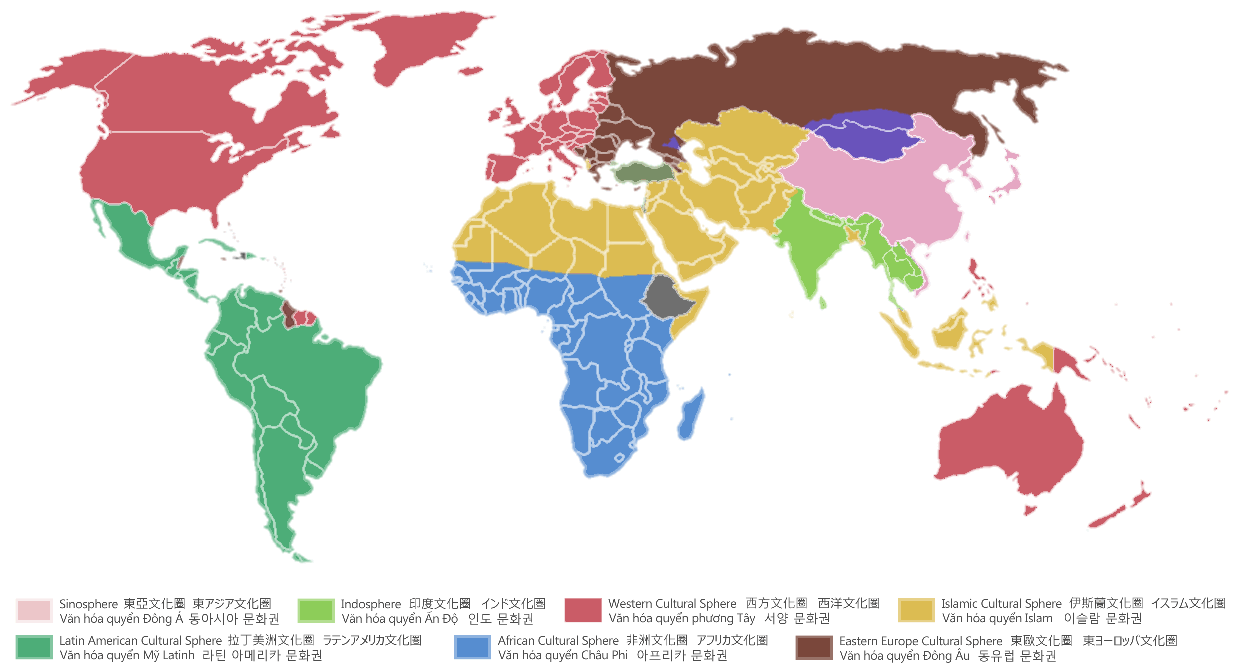
Các vùng văn hóa chính trên thế giới.

Vùng văn hóa (Anh: kulturkreis, culture sphere, Nhật: 文化圏(văn hóa quyển)/ぶんかけん(bunkaken)) hay Văn hóa quyển, Văn hóa khuyên là một địa vực gắn bởi một hình thức văn hóa nhất định. Hình thức văn hóa nhất định có ảnh hưởng chủ yếu trong lĩnh vực, và lịch sử được phát triển bởi các hình thức văn hóa. Nó là một thuật ngữ địa vực liên quan đến văn hóa, nhấn mạnh vào "phát triển lịch sử" và "hội nhập địa vực". Hiện nay đang được sử dụng thường xuyên ở Nhật Bản.

## Từ nguyên
Từ "văn hóa quyển" được dịch từ "kulturkreis" hạn trong cuốn sách của nhà dân tộc học Đức Wilhelm Schmidt vào năm 1924. Ở châu Á, người Nhật lần đầu tiên dịch khái niệm này thành "文化圏 (bunkaken)", sau đó, khái niệm được giới thiệu với các nước châu Á bao gồm Việt Nam (Việt Nam, Hàn Quốc và Trung Quốc dịch thuật ngữ này bằng chữ Hán trực tiếp từ tiếng Nhật). "Văn hóa quyển" đã trở thành một thuật ngữ quan trọng sau nửa cuối thế kỷ 20.

## Đặc trưng
W. Schmidt cho rằng văn hóa quyển không giới hạn trong một không gian địa lý, nó không nhất thiết phải là địa lý tiếp giáp. Một số không gian tại các địa điểm khác nhau có thể thuộc về cùng một văn hóa quyển, một văn hóa quyển có thể bao gồm một số bộ tộc hoặc dân tộc, nó là một nhóm dân tộc. Tại các khu vực khác nhau, miễn là một số yếu tố văn hóa nhất định là như nhau (như tông giáo, thể chế xã hội, ngôn ngữ, v.v.), họ thuộc về cùng một văn hóa quyển, như Văn hóa quyển Đông Á, Văn hóa quyển Ấn Độ, v.v. Văn hóa quyển là độc lập và lâu dài, họ cũng có thể di chuyển ra ngoài.
Lý thuyết văn hóa quyển sau đó được chấp nhận bởi nhà nhân loại văn hóa học (cultural anthropology). Học giả Mỹ Alfred L. Kroeber và Clark Wissler tin rằng lý thuyết này là có giá trị cho việc nghiên cứu dân tộc học và truyền bá văn hóa, người ta có thể tìm thấy liên quan của hình thành và phát triển giữa các dân tộc có cùng đặc điểm văn hóa. Các học giả Bắc Mỹ thường sử dụng khái niệm "khu vực văn hóa" trong việc nghiên cứu dân tộc học, nhưng các khu vực văn hóa là quá nhỏ trong thời gian và không gian, văn hóa quyển có không gian lớn hơn nhiều và thời gian lâu hơn, việc sử dụng khái niệm này cho phép nghiên cứu sâu hơn.

## "Văn hóa quyển" và "Khu vực văn hóa"
"Văn hóa quyển (Kulturkreis)" và "Khu vực văn hóa (Cultural area)", cả hai đều là những thuật ngữ địa lý liên quan đến văn hóa, cả hai được thực hiện trước khi Chiến tranh thế giới thứ hai, chúng có một vài ý nghĩa tương tự, nhưng không hoàn toàn giống nhau. "Khu vực (Area)" có một khái niệm rất rõ ràng địa lý, nhưng "Quyển (Circle)" là khá mơ hồ về địa lý (như "khí quyển", "sinh quyển", "cực quyển"). "Khu vực văn hóa" chú trọng nhiều hơn về địa lý, nhưng "Văn hóa quyển" tập trung vào "phát triển lịch sử" và "hội nhập địa vực".